# Aeshna rileyi
Aeshna rileyi är en trollsländeart. Aeshna rileyi ingår i släktet mosaiktrollsländor, och familjen mosaiktrollsländor.

## Underarter
Arten delas in i följande underarter:
- A. r. raphaeli
- A. r. rileyi